# Автошлях Р 20
Автошля́х Р 20 — автомобільний шлях регіонального значення на території України. Проходить територією Івано-Франківської області через Снятин — Городенку — Тлумач — Тязів.

## Загальна довжина
Снятин — Тязів — 111,4 км.

## Маршрут
Автошлях проходить через такі населені пункти:
| Автошлях Р 20             |           |
| Івано-Франківська область |           |
| Снятинський район         |           |
| Снятин                    | Н10Т 0909 |
| Потічок                   |           |
| Стецева                   |           |
| Стецівка                  |           |
| Городенківський район     |           |
| Ясенів-Пільний            |           |
| Городенка                 | Р24Т 2621 |
| Воронів                   |           |
| Незвисько                 |           |
| Тлумацький район          |           |
| Живачів                   |           |
| Озеряни                   | Т 0904    |
| Тарасівка                 |           |
| Тлумач                    |           |
|                           | Н18       |
| Тисменицький район        |           |
| Милування                 |           |
| Рошнів                    |           |
| Стриганці                 |           |
| Побережжя                 |           |
| Єзупіль                   |           |
| Сілець                    |           |
| Тязів                     | Н09       |